# Typhula thindii
Typhula thindii är en svampart som beskrevs av Khurana 1980. Typhula thindii ingår i släktet Typhula och familjen trådklubbor.   Inga underarter finns listade i Catalogue of Life.